# Nya Zeeland i olympiska sommarspelen 1932
Nya Zeeland deltog med 21 deltagare vid de olympiska sommarspelen 1932 i Los Angeles. Totalt vann de en silvermedalj.

## Medalj

### Silver
- Cyril Stiles och Fred Thompson - Rodd, tvåa utan styrman.